# 로스트 인 스페이스 (2018년 드라마)
《로스트 인 스페이스》(Lost in Space)는 미국의 SF 텔레비전 시리즈이며 동명의 1965년 드라마 로스트 인 스페이스의 리부트 작품이다. 우주이민자들의 가족 모험을 그리고 있다.
레전더리 텔레비전, 신테시스 엔터테인먼트, 클리케티-클랙 프로덕션스, 애플박스 엔터테인먼트가 제작하였다. 넷플릭스가 2018년 4월 13일 이 시리즈를 방영했으며 그 다음 달에 시즌2로 리뉴얼했다. 시즌 2는 2019년 12월 24일 초연되었다. 2020년 3월 9일, 이 시리즈는 2021년 방영 예정으로서 시즌 3과 파이널 시즌으로 리뉴얼되었다.

## 시놉시스
지구보다 나은 삶을 향해 우주로 떠난 로빈슨 가족. 이주지로 향하던 도중 불시착하고 만다. 모든 것이 수상한 미지의 행성. 매 순간 새로운 위험에서 살아남아라!

## 줄거리

### 시즌 1 줄거리
어느날 혜성이 지구와 충돌하게 되어 지구는 사람이 살 수 없는 환경으로 바뀐다. 인류는 생존을 위해 알파 센타우리라는 이주 행성과 중간 기착지인 우주선 레졸루트를 만들어 이주민의 자격을 따낸 사람들을 지구에서 우주로 순차적으로 이동시킨다. 로빈슨 가족도 이주민의 자격을 얻어 지구를 탈출할 기회를 얻게 된다. 특수부대 출신인 아버지 존 로빈슨, 천재 과학자 모린 로빈슨, 의사이자 첫째 딸 주디 로빈슨, 작가 지망생이자 둘째 딸 페니 로빈슨, 막내아들 윌 로빈슨이 가족구성원이자 핵심 인물들이다. 그렇게 로빈슨 가족은 레졸루트에 탑승했는데 갑작스러운 사고로 인해 알 수 없는 행성에 불시착하게 된다. 시즌 1은 이 외계 행성에서 탈출하기 위한 로빈슨 가족의 생존 이야기, 외계 생물로 추정되는 로봇과의 만남과 다른 생존자들과의 갈등을 다루고 있다.

### 시즌 2 줄거리
시즌 2는 래졸루트와 다시 만난 로빈슨 가족이 다른 사람들과 함께 알파 센타우리를 향해서 이동하기 전까지의 과정을 다루고 있다. 허수아비라는 새로운 로봇도 등장하며, 로봇들의 정체가 어느정도 밝혀지기도 한다. 본격적인 외계 생물과의 전투와 알파 센타우리로 가기 위한 로빈슨 가족의 여정을 다루고 있다.

### 시즌 3 줄거리
시즌 3는 레졸루트를 탈출하고 알파 센타우리에 도착했을 줄 알았던 아이들 무리가 또 새로운 행성에서 살고 있는 모습으로 시작한다. 윌이 위험해진 것을 예견하고 로봇 군단이 찾아오지 못할 곳으로 대피시킨 로봇의 행동이었다. 이로 인해 아이들은 부모들과 떨어진 채 외딴 행성에서 1년간 생활을 하게 된다. 처음에는 로봇의 행동이었단 사실을 몰랐지만, 2주면 알파 센타우리로 출발하고도 남았을 것을 1년 넘게 지체되는 것을 의아해 한 윌과 스미스가 알파 센타우리로 출발할 때 필요한 연료들을 로봇이 몰래 버리는 것을 밝히면서 알게 되었다. 그 1년의 시간 동안 주디는 탐사를 통해 자신의 생물학적 아버지인 캘리를 구출해내고, 윌과 페니는 우연히 동굴에서 길을 잃고 외계 로봇의 근원이 되는 장소를 찾아낸다. 마침내 알파 센타우리로 갈 수 있을 정도의 연료를 만들어 낸 아이들의 주피터. 하지만 로봇의 정신 연결을 통해 부모님들의 레졸루트가 두외로의 공격을 받게 될 사실을 알게 된다. 어떻게 보면 함정일 지 모르나, 아이들은 자신들의 생존보다 부모님들을 구하는 쪽을 선택하고 부모님이 있는 곳으로 향한다. 한층 더 성장한 아이들의 이야기과 로봇 군단과의 마지막 전투를 다루고 있다.

## 에피소드 목록

### 시즌 1
- 시즌 1은 2018년 4월 13일에 넷플릭스를 통해 공개되었다.

| 회차 | 제목                 | 줄거리 | 분량 |
| ---- | -------------------- | --- | ---- |
| 1    | 이주자               | 지구를 떠나 우주 이주지로 향하던 로빈슨 가족. 그들은 뜻밖의 사고로 낯선 행성에 불시착한다. 온갖 위험이 도사린 미지의 땅. 목표는 하나, 어떻게든 살아남아야 한다. | 63분 |
| 2    | 폭풍                 | 행성에 추락한 사람은 로빈슨 가족뿐만이 아니다. 생존을 위해 치열하게 싸우는 또 다른 이주자들. 로빈슨 가족은 새로운 일행의 도움으로 우주선 복구 작업을 시작한다.  | 56분 |
| 3    | 침략                 | 로빈슨 가족이 타고 온 우주선의 연료가 급격하게 줄어든다. 원인을 찾다가 마주친 기이한 적수. 한편, 스미스 박사의 수상한 과거 행적이 조금씩 드러난다.              | 55분 |
| 4    | 로빈슨 가족 다녀가다 | 또 다른 생존자 가족을 만난 로빈슨 가족. 레졸루트에서 일어난 일을 알게 된 주디는 점점 걱정이 커진다. 그리고 윌은 소중한 친구를 지키기 위해 선택을 내려야 한다.   | 60분 |
| 5    | 전송                 | 생존자들은 교신 장비를 만들기 위해 힘을 모은다. 한편, 치명적일지 모를 이상 현상을 발견한 모린. 윌 부자는 껄끄러운, 하지만 피할 수는 없는 대화를 시작한다.       | 49분 |
| 6    | 돌무덤               | 모린은 자신이 알아낸 충격적인 사실을 모두에게 알려야 할지 고민한다. 연료를 찾으러 탐사를 떠나는 돈과 주디. 한편, 로봇을 둘러싸고 생존자들의 의견이 엇갈린다.    | 65분 |
| 7    | 압력                 | 행성에 지진이 일어난다. 힘겨운 선택에 직면한 연료 탐사대. 로빈슨 부부 또한 어려운 결정을 내려야 한다. 한편, 스미스 박사는 혼란을 틈타 은밀한 계획을 꾸민다.     | 53분 |
| 8    | 궤도                 | 모린은 연료를 적게 들이면서 레졸루트에 접근할 방법을 생각해낸다. 하지만 만만찮은 난관을 돌파할 수 있을지가 미지수. 스미스 박사는 정체가 탄로 날 위기에 처한다   | 58분 |
| 9    | 부활                 | 주디는 사라진 모린을 찾아 나서고, 윌과 페니는 생존자들을 동굴로 이끈다. 어떤 수를 써서라도 홀로 행성을 탈출하려는 스미스 박사. 그녀는 새로운 방법을 모색한다.   | 48분 |
| 10   | 윌 로빈슨, 위험해    | 행성을 떠날 계획에 박차를 가하는 로빈슨 가족. 레졸루트와 접촉 가능한 시간이 얼마 남지 않았다. 스미슷 박사의 손아귀에서 벗어나, 그들은 무사히 탈출할 수 있을까?  | 51분 |

### 시즌 2
- 시즌 2는 2019년 12월 24일에 넷플릭스를 통해 공개되었다.

| 회차 | 제목     | 줄거리 | 분량 |
| ---- | -------- | --- | ---- |
| 1    | 난파     | 7개월 후, 바다로 둘러싸인 행성에 고립된 로빈슨 가족. 모린은 주피터를 이륙시킬 방법을 찾지만, 존이 반대한다. 윌은 로봇을 찾을 수 있다는 희망을 놓을 수 없다.     | 50분 |
| 2    | 벼랑 끝  | 모든 문제엔 반드시 답이 있다. 거대한 외계 폭포 끝에 매달린 주피터. 그 아래 박힌 금속 해구로 떨어진 페니와 모린. 번개가 치기 전에 올라갈 방법을 찾아야 한다.     | 40분 |
| 3    | 목소리   | 사람들의 목소리가 그리워. 설레는 마음으로 레졸루트에 도착한 로빈슨 가족. 그런데 그들을 반기는 이가 아무도 없다. 이때를 놓칠 리 없는 스미스는 재빨리 움직인다.   | 46분 |
| 4    | 허수아비 | 허수아비와 친구가 되면 로봇을 찾을 수 있을지도 모른다. 희망을 품고 교감을 시도하는 윌. 존, 주디, 돈은 대피 중인 사람들을 도우러 모래투성이 행성으로 내려간다.   | 47분 |
| 5    | 뛰어     | 무슨 일이 있어도 포기할 수 없다. 존을 구하기 위해 시추 현장까지 달려가는 주디. 늦기 전에 도착할 수 있을까. 페니는 오랜만에 만난 친구와 함께 스미스의 뒤를 캔다. | 45분 |
| 6    | 절단     | 오염 물질에 노출된 우주선. 그 안에 페니가 갇혀있는 걸 알게 된 돈이 사람들을 설득해 구조에 나선다. 로봇을 찾으러 간 윌, 모린, 애들러는 놀라운 그림을 보게 된다.  | 41분 |
| 7    | 진화     | 레졸루트에 정체불명의 오디오 시그널이 잡혔다. 무슨 일인지 알아내려는 존. 내키지 않지만, 스미스의 손을 잡아야 할까. 윌은 로봇을 경계하는 애들러가 미심쩍다.      | 40분 |
| 8    | 반란     | 반란을 일으킬 시간이다. 동지가 필요한 로빈슨 가족. 페니는 돈을 탈출시키는 데 성공한다. 헤이스팅스는 모린을 막기 위해 존을 협박하고, 로봇은 비밀 임무를 맡는다.  | 42분 |
| 9    | 눈속임   | 돕는다, 친구. 허수아비를 살리려는 로봇. 윌과 페니는 로봇과 함께 도주한다. 존과 모린은 헤이스팅스 때문에 위험에 빠지고, 스미스는 로빈슨 가족에게 등을 돌린다.    | 44분 |
| 10   | 97명     | 놈들이 몰려오고 있다. 윌은 허수아비를 살리고 무사히 레졸루트로 돌아올 수 있을까. 위기 상황에서 알파 센타우리에 갈 유일한 방법을 제시하는 주디. 때가 온 것 같다. | 54분 |

### 시즌 3
- 시즌 3은 2021년 12월 1일에 넷플릭스를 통해 공개되었다.
- 대망의 마지막 시즌. 그 어느 때보다 극한 상황에 처한 로빈슨 가족의 생존 본능이 발휘된다. 로봇의 침략으로부터 알파 센타우리를 보호하고, 서로를 다시 만나야 한다. 무슨 일이 있더라도.

| 회차 | 제목                 | 줄거리 | 분량 |
| ---- | -------------------- | --- | ---- |
| 1    | 작은 새 세 마리      | 레졸루트의 아이들과 임무에 나선 지 1년째. 주디와 페니, 윌은 알파 센타우리에 가는 데 필요한 티타늄 광석을 찾기 위해 애쓴다.                                          | 54분 |
| 2    | 연락                 | 주디가 그랜트 켈리를 찾으러 나선 사이, 미스터리한 터널을 살펴보는 페니와 윌. 수 광년 떨어진 곳에서 모린과 존, 돈은 두외로의 잔해를 찾아 헤맨다.                     | 47분 |
| 3    | 신참                 | 엔진을 훔칠 계획을 세우는 모린과 존. 이들의 모략에 허수아비가 합류한다. 주디는 새로운 승객들과 캠프로 돌아오고, 윌은 외계 도시에서 충격적인 것을 발견한다.          | 49분 |
| 4    | 아무것도 남기지 않고 | 알파 센타우리의 위치를 알 수 없도록 모든 증거를 파괴하는 어른들. 주디와 페니, 윌은 두외로에게서 불길한 메시지를 받는다.                                             | 39분 |
| 5    | 꼼짝없이             | 늪지대 같은 행성에 추락한 모린과 주디. 이후 군침을 흘리며 다가오는 거대한 존재와 생존 싸움을 벌인다. 한편, 옴짝달싹 못 하게 된 로봇을 풀어주려 노력하는 존과 페니.` | 38분 |
| 6    | 마지막 메시지        | 두외로를 마주쳤던 이야기를 들려주는 돈. 그 말에 로빈슨 가족은 섬뜩한 사실을 깨닫고 불안에 휩싸인다. 윌은 몰래 빠져나와 혼자서 위험한 임무에 나선다.                 | 40분 |
| 7    | 플랜 C               | 윌을 위해 할 수 있는 일이 무엇일까. 다른 이주민들에게 경고하고 숨은 방어 시스템을 가동하는 로빈슨 가족. 비제이는 페니를 따라 위험한 미션에 나선다.                  | 51분 |
| 8    | 신뢰                 | 알파 센타우리를 지키기 위한 전투가 시작됐다. 모든 것을 걸고 싸우는 로빈슨 가족과 친구들. 평화를 되찾고 더 나은 미래로 나아가려면 이 상황을 이겨내야 한다.           | 58분 |

## 등장인물

#### 주요인물
John Robinson (존 로빈슨) - Toby Stephens
Maureen Robinson (머린 로빈슨) - Molly Parker
Will Robinson (윌 로빈슨) - Maxwell Jenkins
Judy Robinson (주디 로빈슨) - Taylor Russell
Penny Robinson (페니 로빈슨) - Mina Sundwall
Don West (돈 웨스트) - Ignacio Serricchio
Dr. Smith (닥터 스미스)/June Harris (준 해리스) - Parker Posey
The Robot (로봇) - Brian Steele

#### 그 외 인물
Vijay Dhar - Ajay Friese
Victor Dhar - Raza Jaffrey
Jupiter, Resolute Computer - Zehra Fazal
Diane - Amelia Burstyn
Angela - Sibongile Mlambo
Captain Radic - Shaun Parkes
Samantha - Nevis Unipan
Naoko Watanabe - Yukari Komatsu
Ben Adler - JJ Field
Ava - Tattiawna Jones
Reese - Viv Leacock
Izabel Azevedo - Aria DeMaris
Prisha Dhar - Veenu Sandhu
Liam Tufeld - Charles Vandervaart
Hastings - Douglas Hodge

## 삽입곡
다음은 시즌 1의 오리지널 시리즈 사운드 트랙이다. 2018년 4월 13일에 공개되었다.
- Main Titles - Christopher Lennertz
- Crash Landing - Christopher Lennertz
- Will Exploring - Christopher Lennertz
- Moby Dick - Christopher Lennertz
- Will and the Robot - Christopher Lennertz
- Danger Will Robinson - Christopher Lennertz
- Family Chores Fugue - Christopher Lennertz
- To the Chariot - Christopher Lennertz
- Smith / The Forest - Christopher Lennertz
- Dump the Fuel - Christopher Lennertz
- Flowers / Father and Son - Christopher Lennertz
- Waterfall - Christopher Lennertz
- Illumination - Christopher Lennertz
- Maureen at Work - Christopher Lennertz
- Maureen Flies - Christopher Lennertz, Lisbeth Scott
- Race the Minefield - Christopher Lennertz
- Ultimate Sacrifice - Christopher Lennertz
- Here We Go - Christopher Lennertz
- Saying Goodbye - Christopher Lennertz
- Alien Ship - Christopher Lennertz
- The Resolute - Christopher Lennertz
- End Credits - Christopher Lennertz
- Back To the Ship (Bonus Track) - Christopher Lennertz
- Great Job (Bonus Track) - Christopher Lennertz
- Disconnecting (Bonus Track) - Christopher Lennertz
- Cheering Up Will (Bonus Track) - Christopher Lennertz
- Melting Judy Out (Bonus Track) - Christopher Lennertz
- Launch (Bonus Track) - Christopher Lennertz
- Backwards (Bonus Track) - Christopher Lennertz

다음은 시즌 2의 오리지널 시리즈 사운드 트랙이다. 모든 트랙을 크리스토퍼 레너츠(Christopher Lennertz)가 작곡하였다. 2019년 12월 20일에 공개되었다.
- Will Wakes - Christopher Lennertz
- Smith-Raise The Sails - Christopher Lennertz
- Setting Sail - Christopher Lennertz

- We're Leaving - Christopher Lennertz

- Robinsons Reunited - Christopher Lennertz

- Towards The Falls - Christopher Lennertz

- We're Not Done - Christopher Lennertz

- Flashlights - Christopher Lennertz
- To The Resolute - Christopher Lennertz

- Crash Site - Christopher Lennertz

- The Book-Robots - Christopher Lennertz

- John and Judy - Christopher Lennertz
- Horse Friend - Christopher Lennertz
- Robot's Rescue - Christopher Lennertz
- Animals-He's Dying - Christopher Lennertz
- Pod Flying - Christopher Lennertz
- Chariot In The Hallways - Christopher Lennertz
- Atmosphere Creature - Christopher Lennertz
- Math-No Will Robinson - Christopher Lennertz
- Jupiter Landing - Christopher Lennertz
- Evil Robots Boarding - Christopher Lennertz
- The Children Say Goodbye - Christopher Lennertz
- The Rift - Christopher Lennertz
- To The Ring (Bonus Track) - Christopher Lennertz
- Storm Alarm (Bonus Track) - Christopher Lennertz
- A Bumpy Ride (Bonus Track) - Christopher Lennertz
- Stampede (Bonus Track) - Christopher Lennertz
- A Trap (Bonus Track) - Christopher Lennertz

다음은 시즌 3의 오리지널 시리즈 사운드 트랙이다. 2021년 12월 1일에 공개되었다.
- Three Little Birds - Ajay Friese
- Cargo Bay One - Christopher Lennertz
- In Judy's Head / Mission - Christopher Lennertz
- Reunion - Christopher Lennertz
- Alien Planet - Christopher Lennertz
- Jupiter Rising / Updraft - Christopher Lennertz
- Nice to Meet You - Christopher Lennertz
- Meteor Shower - Christopher Lennertz
- Grant and Judy - Christopher Lennertz
- Skeletons and Falling Rocks - Christopher Lennertz
- Baby Judy Flashback - Christopher Lennertz
- Lift Off! - Christopher Lennertz
- Dad and Will - Christopher Lennertz
- Tumbling / Will Blasts - Christopher Lennertz, Alexander Bornstein
- My Name's Will Robinson - Christopher Lennertz
- It Can't Be! (feat. Ayana Haviv) - Christopher Lennertz, Ayana Haviv
- Welcome to Alpha Centauri - Christopher Lennertz, Alexander Bornstein
- Flying Towards Robots - Christopher Lennertz
- Road Out of Town - Christopher Lennertz, Alexander Bornstein
- Helping the Robots - Christopher Lennertz
- John and Grant Talk - Christopher Lennertz, Alexander Bornstein
- Robot Fight - Christopher Lennertz
- Will Fading - Christopher Lennertz
- Sacrifice / Trust - Christopher Lennertz
- Everyone vs SAAR - Christopher Lennertz
- Finale and Coda - Christopher Lennertz